# Džodhpur
Džodhpur ( izgovarjava [ˈd͡ʒoːd̪ʱpʊr] ) je drugo največje mesto v indijski zvezni državi Radžastan in uradno drugo metropolitansko mesto v državi. Prej je bil sedež knežje države države Džodhpur. Džodhpur je bil zgodovinsko glavno mesto kraljevine Marvar, ki je zdaj del Radžastana. Džodhpur je priljubljena turistična destinacija s številnimi palačami, utrdbami in templji v ostri pokrajini puščave Thar. Med prebivalci Radžastana in po vsej Indiji je priljubljeno kot modro mesto. Služi kot upravni sedež okrožja Džodhpur in divizije DŽodhpur.
Staro mesto obkroža trdnjavo Mehrangarh in je omejeno z obzidjem z več vrati. Mesto se je v zadnjih nekaj desetletjih močno razširilo zunaj obzidja. Džodhpur leži blizu geografskega središča zvezne države Radžastan, zaradi česar je priročno izhodišče za potovanja po regiji, ki jo turisti zelo obiskujejo. Mesto, predstavljeno v The New York Times kot 52 Places to Go in 2020.
V mestu je tudi več izobraževalnih ustanov, med katerimi so najpomembnejše All India Institute of Medical Sciences, DŽodhpur, Indian Institute of Technology Jodhpur, Dr. Sampurnanand Medical College, DSRRAU DŽodhpur, in National Law University, DŽodhpur, ter številni raziskovalni inštituti, v mestu so tudi Indijska vesoljska raziskovalna organizacija, obrambna raziskovalna in razvojna organizacija, raziskovalni inštitut osrednje sušne cone, raziskovalni inštitut za sušne gozdove in raziskovalni center za puščavsko medicino.

## Zgodovina

### Zgodnja zgodovina
Mesto Džodhpur je leta 1459 ustanovil Rao Džodha, radžputski poglavar klana Rathore. Džodha je uspel osvojiti okoliško ozemlje Delhijskega sultanata in tako ustanovil kraljestvo, ki je postalo znano kot Marvar. Ker je Džodha izhajal iz bližnjega mesta Mandore, je to mesto sprva služilo kot glavno mesto te države; vendar je še v času življenja Džodhe Džodhpur kmalu prevzel to vlogo. Mesto stoji ob strateški cesti, ki povezuje Delhi z Gudžaratom. To mu je omogočilo, da je imel dobiček od cvetoče trgovine z opijem, bakrom, svilo, sandalovino, dateljni in drugim trgovskim blagom.

### Zgodnje novoveško obdobje
Po smrti Rao Čandrasena Rathoreja leta 1581 je kraljestvo priključil mogulski cesar Akbar, Marvar je tako postal mogulski vazal zaradi njihove zvestobe, medtem ko je užival notranjo avtonomijo. Džodhpur in njegovi prebivalci so imeli koristi od te izpostavljenosti širnemu svetu, saj so se pojavili novi slogi umetnosti in arhitekture, lokalnim trgovcem pa so se odprle priložnosti, da pustijo pečat po vsej severni Indiji.
Aurangzeb je za kratek čas zaplenil državo (približno leta 1679) po smrti maharadža DŽasvant Singha, vendar je prejšnjega vladarja maharadža Adžit Singha vrnil na prestol Veer Durgadas Rathore po Aurangzebovi smrti leta 1707 in velikem boju, ki je trajal 30 let. Mogulsko cesarstvo je po letu 1707 postopoma propadlo, in dvor v Džodhpurju so pretresale spletke; namesto da bi izkoristil okoliščine, se je Marvar spustil v spore in povabil k posredovanju Marate, ki so kmalu izpodrinili Mogule kot vladarje v regiji. Leta 1755 je Džai Apa Scindia napadel Nagaur, potem ko je oropal več krajev Radžastana. Džai Apa je ustavil svojo vojsko blizu samas ribnika Tausar, ki je bil 3,5 km od utrdbe Nagaur. Obkolil je utrdbo Nagaur in prekinil oskrbo s hrano in vodo. Maharadža Vidžaj Singh je poklical Darbarja in prosil, naj prostovoljno ubije Scindio. Gadži Kan Khokhar (Čavata Kalan) in Kan Singh (Dotalai) sta se prostovoljno javila in prevzela odgovornost, da ubijeta Džaiapa dži Scindia. Oba sta se preoblekla kot trgovca in odprla trgovino v bližini vojske Džaiapa džija. Njuna dejavnost je bilo opazovanje, ki je trajalo dva meseca. 25. julija 1755 v petek ob 11. uri je, ko je eden našel priložnost, napadel Džaiapo z bodali in ga ubil (slika v muzeju Mandore). Med bojevanjem sta oba zvesta vojaka Džodhpurja umrla. Iz običajnega pregovora ljudje še vedno pravijo »Khokhar bada khuraki kha gaya appa jaisa daaki« (Khokhar so veliki požrešneži, požrešni demoni kot apa). Po umoru Džai Apa se je vojska Sindhia Marata še nekaj mesecev borila blizu Nagaurja, vendar so po smrti Džai Apa izgubili upanje. To pa ni prineslo stabilnosti ali miru; 50 let vojn in pogodb.
Država je poiskala pomoč Britancev in z njimi sklenila subsidiarno zavezništvo. Leta 1857 je prišlo do velikega upora nekaterih plemičev Rathore iz Palija, ki jih je vodil Thakur Kušal Singh iz Auve, vendar je upornike premagala britanska vojska pod polkovnikom Holmesom in mir je bil ponovno vzpostavljen.

### Britansko kolonialno obdobje
V času Britanskega Raja je imela država Džodhpur največje ozemlje med vsemi v Radžputani. Površina države je bila 93.424 km², leta 1901 pa je imela 44.73.759 prebivalcev. Uživala je ocenjeni prihodek v višini 3.529.000 funtov. Njeni trgovci, Marvarijci, so cveteli in zasedli prevladujoč položaj v trgovini po vsej Indiji.

### Po osamosvojitvi
Leta 1947, ko je Indija postala neodvisna, se je država združila v zvezo in Džodhpur je postal drugo največje mesto Radžastana. Ob delitvi se vladar DŽodhpurja Hanvant Singh ni želel pridružiti Indiji, a nazadnje je bila država DŽodhpur zaradi takratnega učinkovitega prepričevanja Vallabhbhaija Patela vključena v Indijsko republiko. Kasneje po Zakonu o državni reorganizaciji iz leta 1956 je bila vključena v zvezno državo Radžastan.

## Demografija
Glede na začasna poročila popisa prebivalstva v Indiji je imel Džodhpur leta 2011 1.033.918 prebivalcev, sestavljenih iz približno 52,62 % moških in približno 47,38 % žensk. Povprečna stopnja pismenosti je bila 80,56 odstotka, približno 88,42 odstotka za moške in 73,93 odstotka za ženske. Približno 12,24 odstotka prebivalstva je bilo mlajših od šest let. Mesto Džodhpur upravlja občinska korporacija, ki spada pod urbano aglomeracijo Džodhpur. Urbano/metropolitansko območje Džodhpurja vključuje Džodhpur, Kuri Bhagtasani, industrijsko območje Mandore, Nandri, vas Pal in Sangarija. Njegovo mestno prebivalstvo šteje 1.137.815, od tega je 599.332 moških in 538.483 žensk. Z vključitvijo 395 vasi v mesto Džodhpur v mesecu februarju 2021 s strani JoDA je novo število prebivalcev v mestu 2.330.000 in naj bi se v naslednjem desetletju povečalo za 33,04 %. Leta 2031 naj bi prebivalstvo mesta Džodhpur znašalo več kot 3,1 milijona.

## Geografija
Džodhpur ima vroče sušno podnebje (Köppen BWh), ki je zaradi zelo velikega potenciala evapotranspiracije malo manjše od vročega polsušnega podnebja (Köppen BSh). Čeprav je povprečna količina padavin približno 362 mm, ki pade večinoma od junija do septembra, ta močno niha. V letu lakote 1899 je Džodhpur prejel le 24 mm, v poplavnem letu 1917 pa kar 1178 mm. Reka Džodžari, pritok reke Luni, teče od Banada do Salavasa v mestnem območju DŽodhpurja. Projekt Riverfront je odobren in je v načrtovanju za to reko v dolžini 35 km, ki bo prišla znotraj urbanega območja DŽodhpurja, ki je od januarja 2021 v okviru projekta Nammi Ganga ministrstva Džal Šakti, prej pa je bil ta projekt pod nadzorom Džodhpur Development Authority.
Temperature so ekstremne od marca do oktobra, razen ko monsunski dež povzroči goste oblake, ki jih nekoliko znižajo. Aprila, maja in junija visoke temperature redno presegajo 40 °C. Med monsunsko sezono se povprečne temperature nekoliko znižajo, vendar se na splošno nizka vlažnost v mestu dvigne, kar poveča občutek vročine. Najvišja temperatura, zabeležena v Džodhpurju, je bila 20. maja 2016, ko je narasla na 48,8 °C.
Džodhpur je pomembno mesto zahodnega Radžastana in leži približno 250 km od meje s Pakistanom. Zaradi te lokacije je ključno oporišče za indijsko vojsko, indijske letalske sile (IAF) in mejne varnostne sile. Jugozahodno zračno poveljstvo DŽodhpurja je eno največjih azijskih ter eno najbolj kritičnih in strateško lociranih letalskih baz IAF (Letališče DŽodhpur je imelo ključno vlogo med indijsko-pakistanskimi vojnami leta 1965 in 1971), ki je napotilo bojna letala in napredne lahke helikopterje. Obstaja 5 eskadrilj indijskih zračnih sil, ki so znane kot 32 wing.

## Kultura
Domačini so Džodhpur kulturno poznali pod imenom Džodhana. Mesto je znano po svoji hrani in o njeni priljubljenosti lahko sodimo po dejstvu, da lahko v številnih mestih po vsej Indiji najdete slaščičarne z imenom Džodhpur Sweets. Na obrežju puščave Thar so na življenje vplivala izbrana nomadska plemena (v nekaterih delih mesta so se naselile tako imenovane »ciganske« skupine – Bandžara v hindijščini). Džodhpur ima izrazito kulturno identiteto zaradi svoje hrane in je znan po svojih Mirči Bada, Rabdi Ghevar in Mava Kačori.

## Turizem
Najpomembnejše znamenitosti Džodhpurja so trdnjava Mehrangarh, ki gleda na mesto, zanimivost so tudi modre steze starega mesta, palača Umaid Bhavan, Džasvant Thada in Ghanta Ghar ali stolp z uro. Turisti so tudi v bližini vrta Mandore, jezera in vrta Kajlana, jezera Balsamand, biološkega parka Mačia, parka Rao Džodha puščaska skala, templja Ratanada Ganeš, Toorji Ka Džhalra, jezera in palače Sardar Samand, gričev Masooria, Veer Durgadas Smarak (spomenik, park in muzej), jez Surpura in jama Bhim Bhadak. Druge zanimivosti ljudi so tržnice s hrano, starinami, tradicionalnimi oblačili in tradicionalnimi čevlji (imenovane tudi Džodhpuri Modžari), ki so znani v Džodhpurju. Mahamandira, tempelj, posvečen Sri Džalandharnathu, je znan po poslikavah, ki prikazujejo askete v položajih joge, in po poslikavah z napisi o dostojanstvenikih, ki so obiskali svetišče, med drugim Čaranas, plemiče in radže.
- Turizem v Džodhpurju
- Džasvant Thada
- Jezero Kajlana
- Kenotafi v vrtovih Mandore
- Vrtovi Mandore
- Tempelj Mahamandir